# Ефраим Брашер
Ефраим Брашер (на английски: Ephraim Brasher) е американски златар и бижутер, най-авторитетният експерт за оценка на монети в Ню Йорк в края на 18 век. Автор на едни от най-скъпите в наше време монети – дублоните на Брашер. Брашъровият дублон е първата златна монета на САЩ.

## Сертифициране на златните монети
По негово време много от златните монети в обращение са фалшиви. Считало се е за неразумно да се приеме една монета за истинска, преди това да бъде проверено. Има допълнително объркване, което е в полза на фалшификаторите, идващо от голямото разнообразие от наименования, изображения и страни на произход на монетите. Към това се добавя и проблемът с отстранява на малки късчета метал от ръбовете на монетите с ножици, както и изпотяването (промиването с киселина) на златните монети.
Смята се, че Ефраим Брашер е призован от страна на правителството и евентуално от други лица, както и за анализиране, тестване и оценяване на много от тези чуждестранни златни монети, при което той започва да използва инициалите си EB поставяйки ги в овала като идентификация.

## Дублоните на Брашер
В периода 1787 – 1793 г. Ефраим Брашър отсича малка партида от няколко различни златни монети по образец на испанските дублони. В този период монетосеченето в САЩ все още не е регламентирано. През 1793 г. започва да функционира първият държавен монетен двор на САЩ, което слага край на всички останали инициативи и експерименти в монетосеченето.
От дублоните на Брашер са известни седем екземпляра. Всеки един от тях е с маркировка „ЕВ“ на реверса, на който е изобразен орел. На шест от тях маркировката е върху крилото и на един-единствен е поставена върху гърдите на орела. На аверса е изобразен слънчев изгрев с надпис около него „NOVA EBORACA“ (за Ню Йорк).
Според някои версии те са били предназначени за продажба в магазина на Брашер на „Чери Стрийт“ 1, непосредствено до първата сграда на „Белия дом“, седалището на Джордж Вашингтон от април 1789 до февруари 1790 г. Има и слухове, че са били предназначени за подкуп на законодатели от щата Ню Йорк с цел да бъде спечелен търгът за отсичане на медните разменни монети на САЩ (през 1787, той и Джон Бейли подават до Нюйоркското щатско събрание петиция, с която искат разрешение да секат медни монети).
Дублоните на Брашер са едни от най-скъпите монети в света.
Екземплярът с маркировката на гърдите на орела е продаден на 11 януари 2005 г. на търг във форт Лодърдейл, Флорида, за сумата от 2 990 000 щатски долара.
Друга от оцелелите златни монети, с тегло 26,6 грама, изработена от злато с проба .917 е продадена на аукцион през март 1981 г. за $625 000

## Личен живот
Жени се на 10 ноември 1766 г. за Adriaantje Gilbert (Ann Gilbert). Малко се знае за нея, освен това че брат ѝ е майстор на сребърни изделия.
На 2 декември 1797 се жени отново.